# Arco volcánico de Luzón

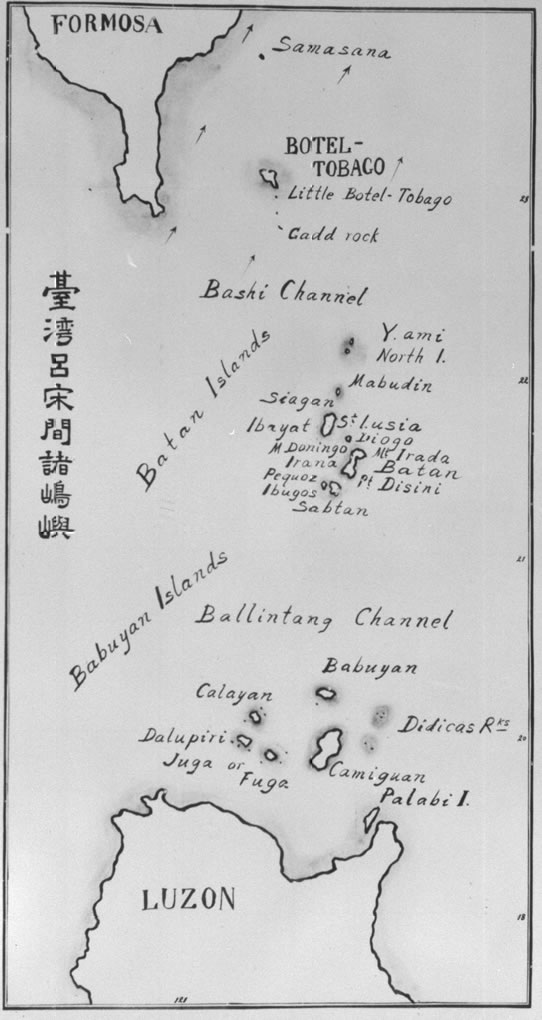
Antiguo mapa japonés del estrecho.

El arco volcánico de Luzón es una cadena de volcanes que sigue una línea norte-sur a través del estrecho de Luzón, desde la isla de Taiwán hasta Luzón. Es la extensión norte del Cinturón Móvil de Filipinas. Está formado por el borde occidental de la placa del Mar de Filipinas al sobreponerse sobre la placa de Yangtze, la cual está subducida en la fosa de Manila.
Entre las islas y volcanes que forman parte del arco están la Serranía Oriental Costera de Taiwán, isla Verde, isla de las Orquídeas, roca de Kaotai, isla Y'ami, Mabudis, isla Siayan, isla Itbayat, isla Diego, islas Batanes, isla Sabtang, islas Babuyan y el volcán Didicas. En la región sur termina con Luzón.

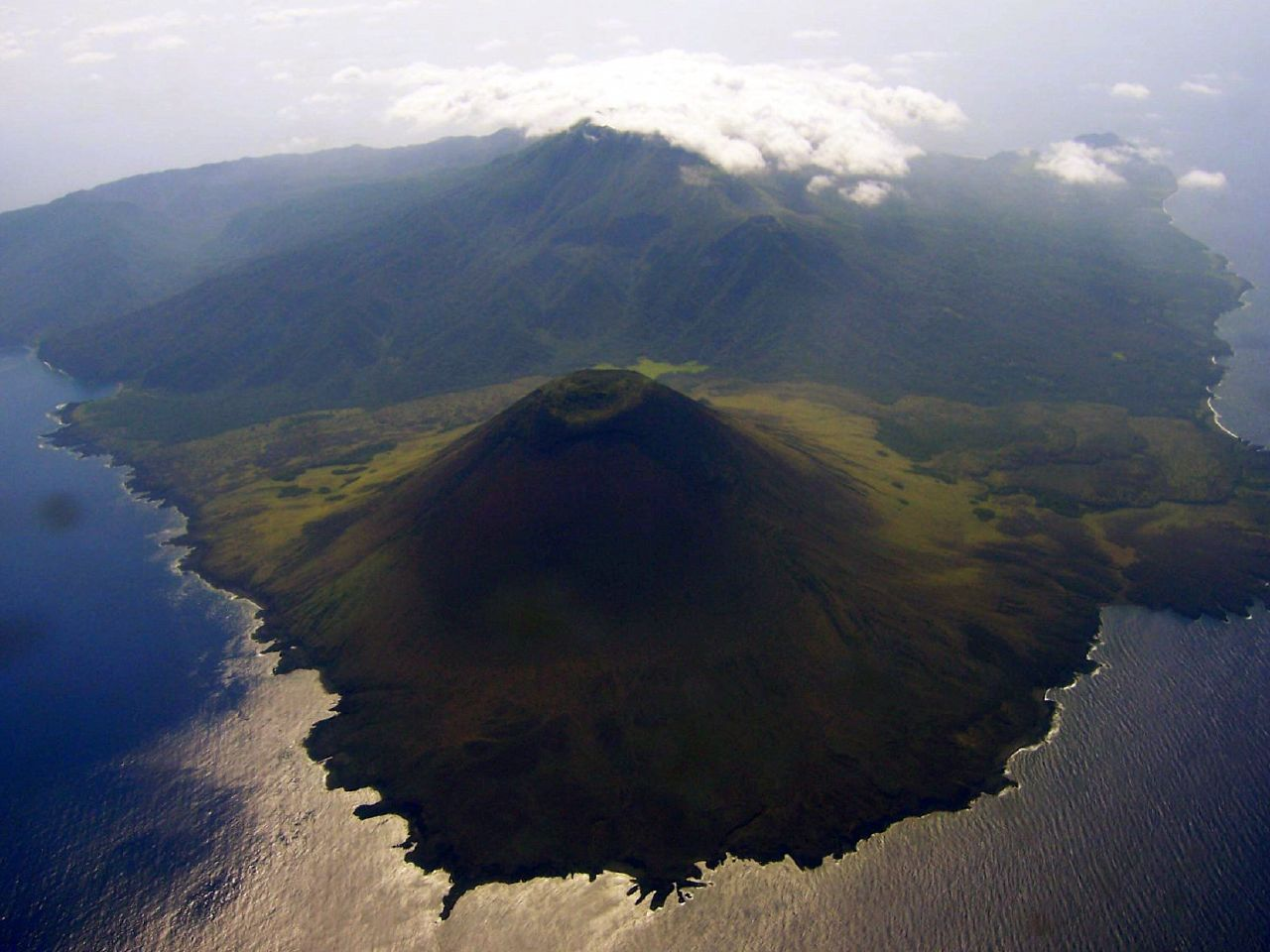
Volcán Smith en las islas Babuyán